# جائزة المجر الكبرى 2015
جائزة المجر الكبرى 2015 (بالإنجليزية: 2015 Hungarian Grand Prix)‏ هو سباق فورمولا 1 أقيم بتاريخ 26 يوليو 2015 في حلبة المجر. كان العاشر من أصل 19 في بطولة العالم لسباقات الفورمولا واحد موسم 2015. حلّ الألماني سباستيان فيتل أولا.